# Ngotet
Ngotet is een bestuurslaag in het regentschap Rembang van de provincie Midden-Java, Indonesië. Ngotet telt 2776 inwoners (volkstelling 2010).